# Rendales
Rendales es un despoblado del municipio de Navarredonda y San Mamés, en la comarca del Valle del Lozoya, en la provincia de Madrid.
En un mapa del Centro Nacional de Información Geográfica, de 1937 y de 1943, cuadrícula 458, aparecen nombrado un núcleo como "Casas de Rendales", en el camino de Villavieja del Lozoya a San Mamés. Según esta ubicación marcada en estos documentos, la situación del Rendales sería 41.001520, -3.695996.
- Datos: Q21004070